# Bašabulići
Bašabulići (cyr. Башабулићи) – wieś w Bośni i Hercegowinie, w Republice Serbskiej, w gminie Novo Goražde. W 2013 roku liczyła 9 mieszkańców.